# Хоккейные трусы

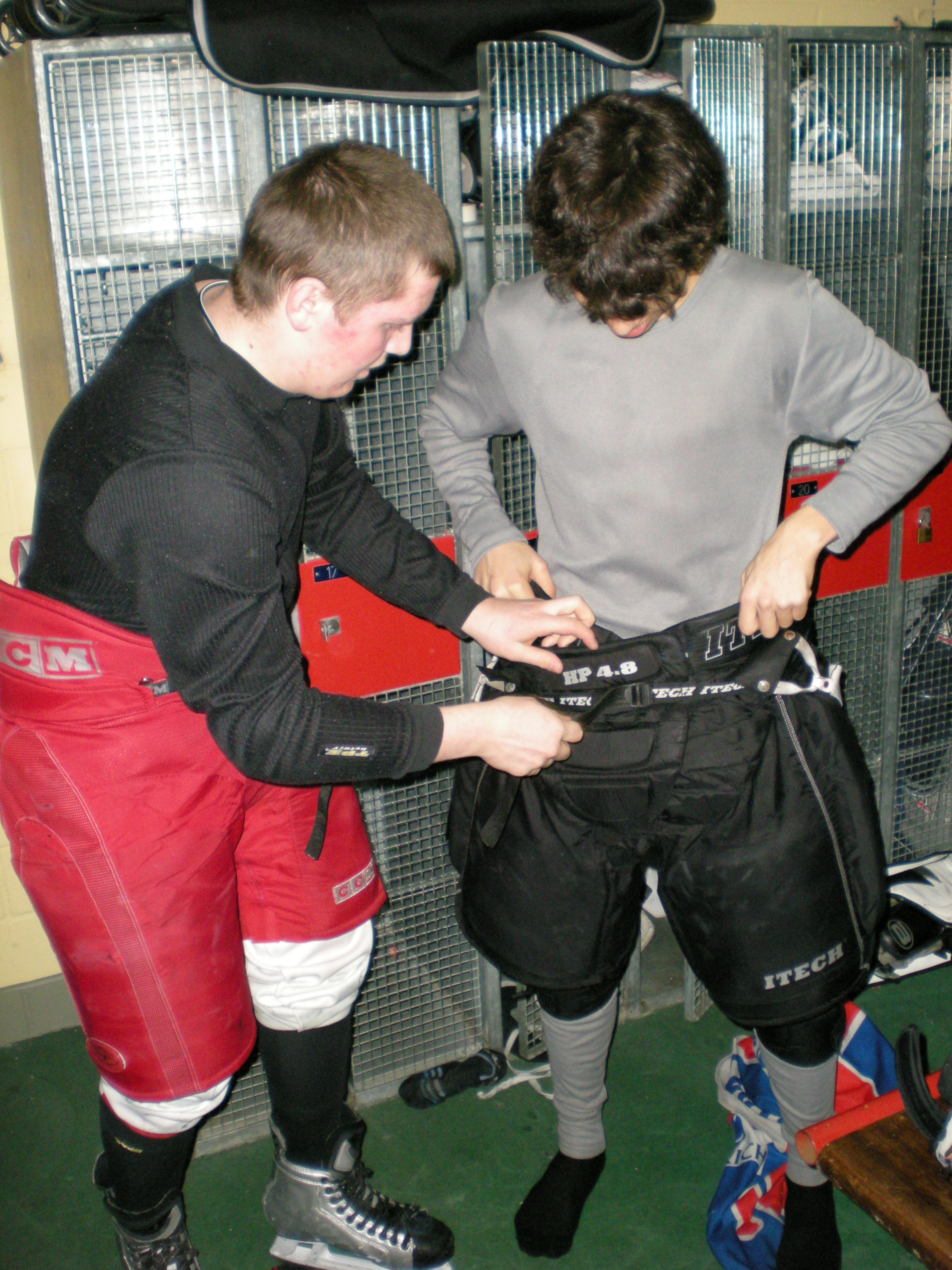
Процесс надевания хоккейной экипировки. Видны габариты и защитные элементы хоккейных трусов

Хоккейные трусы (шорты) — один из элементов защиты игрока в хоккей на льду.
Хоккейные трусы предназначены для предотвращения травмирования хоккеиста при падениях, столкновениях, попаданиях шайбы и других случаях. Представляют собой шорты, сшитые из специальной высокопрочной искусственной ткани, с жесткими вставками на бедрах, копчике, пояснице и позвоночнике.
В зависимости от конструкции и применяемых материалов, шорты делятся на профессиональные и любительские. Первые, как правило, обладают высокой степенью защиты и прочности в сочетании с относительно небольшим весом. Вторые представляют собой упрощенный вариант с меньшей степенью защищенности и предназначены для хоккеистов-любителей.
Шорты надеваются поверх защитной раковины и гамаш и закрепляются на поясе с помощью специального ремешка или шнуровки, закрывая при этом бедра, тазовую область и нижнюю часть туловища до рёбер. Для удобства крепления на некоторых моделях предусмотрены специальные пуговицы для подтяжек. Как правило, шорты изготавливаются трех основных цветов — черные, синие и красные. Для придания цветов, отличных от стандартных расцветок используются специальные чехлы из искусственной ткани, надеваемые поверх хоккейных трусов.